# ガーフィールド (キャラクター)
ガーフィールド（英:Garfield）は、ジム・デイビス原作の同名のコミック・ストリップ、『ガーフィールド』の主人公である架空の猫のキャラクターである。作中では、太っていて怠け者のシニカルな虎柄のペルシャとして描写されている。

## キャラクター
ジョン・アーバックルに飼われているオレンジ色の猫で、1978年6月19日に、イタリアンレストラン「Mamma Leoni's」のキッチンで生まれた。名前は、ジム・デイビスの祖父であるジェームズ・ガーフィールド・デイビスにちなんでいる。また「砂場」を時に使うこともあり、1978年のコミック・ストリップには広告を嫌う場面があり、なぜならそれらは「最後まで見るには長すぎる上に、砂場への旅には短すぎる」からだと言う。また、レーズンが苦手である。他にはラザニアと睡眠を愛していることと、月曜日、ナーマル、そして運動が嫌いなことで有名である。2005年にはブロンディにガーフィールドとジョンは75周年を祝して登場している。1997年4月1日のコミック・ストリップでは、先んじてブロンディとクロスオーバーをしており、Comic strip switcherooの一環として、その逆もまたクロスオーバーをした。

### 性別
2017年には、英語版ウィキペディアのノートページでキャラクターの性別についての議論が起こったが、実のところは男性だった。

## その他
「世界でもっとも広く配信されているコミック・ストリップ」と「1分間でマスコットが行ったハイファイブ最多回数」の二つのギネス世界記録を持っているキャラクターである。2025年にねんどろいどが発売。